# Wako Shungorō

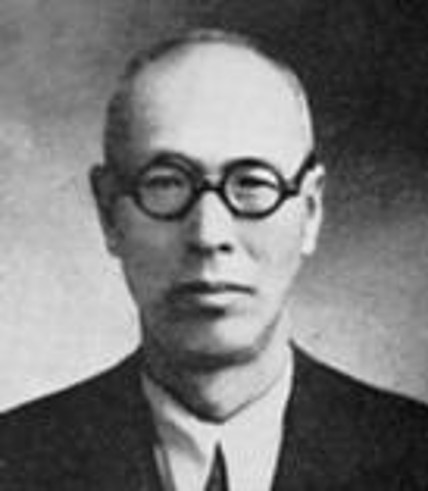
Wako Shungorō

Wako Shungorō (japanisch 輪湖 俊午郎; geboren 28. Juni 1890 in Azusa (Präfektur Nagano); gestorben 8. September 1965 in Alianza, São Paulo Brasilien) war ein Japaner, der während der Meiji-Zeit nach Brasilien auswanderte und dort eine führende Person wurde.

## Leben und Wirken

### Frühe Jahre
Wako Shungorō brach 1906 im Alter von 16 Jahren die Matsumoto Junior High School (松本中学校) – heute Matsumoto Fukashi High School (松本深志高等学校) – in seiner Heimatstadt in der Präfektur Nagano ab. Er zog in die Vereinigten Staaten, um englische Literatur zu studieren. Dort arbeitet er in Minen und im Eisenbahnbau im Mittleren Westen, beispielsweise in Utah und Wyoming. Dann arbeitete er als Reporter für die japanische Zeitung „Rocky Times“ in Sawto Lake, Utah. Im Jahr 1913, verärgert über die Verabschiedung eines antijapanischen Gesetzes in der kalifornischen Staatsversammlung, zog er nach Brasilien.
1916 gründeten Wako und Kaneko Yasaburō (金子 保三郎) in Brasilien die Zeitung „Nippaku Shimbun“ (日伯新聞). Im folgenden Jahr trat er als Chefredakteur in das Unternehmen ein und brachte 1920 die Zeitung „Burajiru jihō“ (伯剌西爾時報) heraus. Im Jahr 1921 kehrte er vorübergehend nach Japan zurück und arbeitete hart daran, mit Nagata Shigeshi (永田 稠; 1881–1973), dem Vorsitzenden des „Japan Rikkōkai“ (日本力行会), die „Shinano Overseas Association“ (信濃海外協会) zu gründen. Während des Baus der Alianza-Siedlung (1924) fungierte er als örtlicher Direktor und war für die Auswahl, den Kauf und die Leitung des Standorts verantwortlich. Danach beteiligte er sich an der Auswahl und dem Kauf der Siedlungen Bastos, Torres Barras und Tiete, die von einer Einwanderergewerkschaft gegründet worden waren. Obwohl er aufgenommen wurde, verließ er die Gewerkschaft aufgrund unterschiedlicher Ansichten zur Einwanderungspolitik.

### Spätere Jahre
Weiter übernahm Wako die Leitung beim Bau des Studentenwohnheims „Armonia“. Er gründete die brasilianische 4H-Vereinigung Während seines Aufenthaltes in Brasilien besuchte er viermal Japan und war auch in der alten Heimat aktiv. Zu jener Zeit arbeitete er hart am Bau der Registro-Siedlung (レジストロ移住地) im Jahr 1918, wo heute die Vereinigung der Japaner, die „Associação Cultural Nipo Brasileira de Registro“ existiert. 1921 beteiligte er sich an der Gründung der „Shinano Overseas Association“ (信濃海外協会, Shinano kaigai kyōkai) und 1923 an der „Associação Cultural Nipo Brasileira de Alianza“ (アリアンサ移住地).
Zu Wakos Veröffentlichungen gehören „Hokusei Nenkan“ (北西年鑑) – „Jahresbericht über den Nordwesten“, „Bauryu Kannai no Hōjin“ (バウルー管内の邦人) – „Japaner im Bereich von São Paulo“ und „Ruten no Ato“ (流転の跡) – „Spuren des Exils“. Ungefähr zwei Drittel der bekannten Geschichte der japanischen Entwicklung in Brasilien wurden von ihm geschrieben. 1965 wurde er posthum von Japan mit dem Orden des Heiligen Schatzes fünfter Klasse ausgezeichnet.